# Lady A
A Lady Antebellum amerikai country együttes, amely 2006-ban alakult a Tennessee állambeli Nashville-ben. A csapat 3 tagból áll: Charles Kelley (frontember és háttérénekes), Dave Haywood (háttérénekes, gitár, zongora, mandolin), Hillary Scott (frontember és háttérénekes). Az együttes 2007-ben debütált a Never Alone című dalukkal, amelyet később a Love Don't Live Here követett. Ez a két dal alig egy év alatt a 3. helyet érte el a country slágerlistákon, ezért a csapat kiadta az azonos nevű (Lady Antebellum) debütáló albumukat. Az album alig egy év alatt platinalemez lett, az I Run to You c. dalukat pedig még a mai napig is előszeretettel játsszák a country rádiók, s egyben ez a leghíresebb daluk is. 2010. január 26-án adták a második (Need You Now) albumukat, amely megjelenése óta stabilan tartja magát a sláger- és eladási listák első helyén.
Alig 4 éves fennállásuk alatt 5 különböző díjat zsebeltek be és 15 díjra jelölték őket (ebből négyre 2010-ben). Közülük is talán a legrangosabb a 2010-ben bezsebelt Grammy-díj.

## Történet
Az együttest 2006-ban alapította Dave Haywood, Charles Kelley és Hillary Scott Nashville-ben, Tennessee államban. Hillary a híres country énekesnő Linda Davis lánya, míg Charles a popénekes Josh Kelley testvére. Hillary 2005 közepén Nashville-be utazott, hogy szóló country karrierbe kezdjen. Felkereste volt középiskolai osztálytársát, Dave Haywoodot, hogy dolgozzanak együtt. Dave örömmel vállalta a felkérést, s elkezdtek közösen dalokat írni. Nem sokkal később Charles ráismert Hillaryre a MySpace közösségi oldalon. Ezután már egy nashvileei country klubban beszélgettek, ahol Hillary meghívta Charlest harmadik tagnak, aki elfogadt a felkérést. A trió ezt követően helyi bárokban lépett fel, amíg 2007-ben meg nem kereste őket a Capitol Records.

### Debütáló album:Lady Antebellum
Nem sokkal a trió felfedezését követően, 2007-ben egy közös dalt énekeltek Jim Brickmannal (Never Alone), amely a Billboard (sláger)lista 14. helyén landolt. Nem sokkal ezután, elkezdtek betétdalokat írni az MTV valóságshowjához, a The Hillshez. 
Az első igazi slágerük (Love Don't Live Here) 2007 szeptemberében jelent meg, amit decemberben már a videóklip követett. Ez a dal lett később az első albumuk vezető (első) dala, amely 2008. április 15-én jelent meg. A country slágerlistákon az albumvezető dal a harmadik, míg maga az album az első helyezést érte el.
A második szerzeményük (Looking for Good Time) 2008 júniusában készült el, ami decemberig a slágerlisták 11. helyezéséig tornázta fel magát. A harmadik daluk (I Run to You) 2009 januárjában került a boltok polcaira kislemez formájában.
2009. október 7-én az album elérte az egymillió eladott példányszámot az Amerikai Egyesült Államokban.

### Második album:Need You Now
2009 augusztusában előrukkoltak a negyedik kislemezükkel (Need You Now), amely azonnal a slágerlisták 50. helyén landolt, de november 28-ra már az első helyet is elérte. Ez lett később a második albumuk címadó dala is, amely 2010. január 16-án jelent meg. Az album megjelenése előtt az American Honey c. dalukat kiadták kislemezként.
Az album a Billboard 200 slágerlista első helyén landolt. Már az első héten több mint 480.000 példányszámban fogyott, aminek hosszútávú következményeként az album 4 héttel a megjelenést követően platinalemez lett.

## Díjak és jelölések
| Év   | Díjátadó                         | Díj                                                                      | Eredmény |
| ---- | -------------------------------- | ------------------------------------------------------------------------ | -------- |
| 2008 | Academy of Country Music         | Legújabb új duo vagy együttes                                            | Nyert    |
| 2008 | Country Music Association Awards | Az év új előadója                                                        | Nyert    |
| 2009 | CMT Music Awards                 | Az év videóklipje — "Lookin' for a Good Time"                            | Jelölt   |
| 2009 | CMT Music Awards                 | Az év videóklipje (együttes) — "Lookin' for a Good Time"                 | Jelölt   |
| 2009 | CMT Music Awards                 | Az év videóklipje (USA Weekend Breakthrough) — "Lookin' for a Good Time" | Jelölt   |
| 2009 | Grammy Awards                    | Legjobb új előadó                                                        | Jelölt   |
| 2009 | Grammy Awards                    | Legjobb country előadás (együttes; énekesekkel)                          | Jelölt   |
| 2009 | Country Music Association Awards | Az év dala — "I Run to You"                                              | Nyert    |
| 2009 | Country Music Association Awards | Az év együttese (ének)                                                   | Nyert    |
| 2010 | Grammy Awards                    | Legjobb country dal — "I Run to You"                                     | Jelölt   |
| 2010 | Grammy Awards                    | Legjobb country előadás (együttes; énekesekkel) — "I Run to You"         | Nyert    |
| 2010 | Academy of Country Music         | Az év legjobb együttese (ének)                                           | Nyert    |
| 2010 | Academy of Country Music         | Az év albuma — Lady Antebellum                                           | Jelölt   |
| 2010 | Academy of Country Music         | Az év dala — "Need You Now"                                              | Nyert    |
| 2010 | Academy of Country Music         | Az év videóklipje — "Need You Now"                                       | Jelölt   |

## Diszkográfia

### Stúdió albumok
| 2008                | Lady Antebellum (album) - Megjelenés: 2008. április 15. - Kiadó: Capitol Nashville | 1 | 4 | 3 | 30 | — | - US: Platina - Kanada: Arany |
| 2010                | Need You Now - Megjelenés: 2010. január 26. - Kiadó: Capitol Nashville             | 1 | 1 | 1 | 1  | 7 | - US: Platina                 |
| "—": Nem rangsorolt |                                                                                    |   |   |   |    |   |                               |

### Dalok
| 2007                | "Love Don't Live Here"    | 3  | 53 | — | — | — | 5  | 69 | — | - US: Arany      | Lady Antebellum |
| 2008                | "Lookin' for a Good Time" | 11 | 67 | — | — | — | 18 | —  | — |                  | Lady Antebellum |
| 2009                | "I Run to You"            | 1  | 27 | — | — | — | 1  | 54 | — | - US: Platina    | Lady Antebellum |
| 2009                | "Need You Now"            | 1  | 2  | 3 | 1 | 1 | 1  | 2  | 1 | - US: 2× Platina | Need You Now    |
| 2010                | "American Honey"          | 6  | 33 | — | — | — | 2  | 57 | — |                  | Need You Now    |
| "—": Nem rangsorolt |                           |    |    |   |   |   |    |    |   |                  |                 |

### Videóklipek
| Év   | Klip                                  | Rendező         |
| ---- | ------------------------------------- | --------------- |
| 2007 | "Never Alone" (Jim Brickmannal)       |                 |
| 2007 | "Love Don't Live Here" (1. verzió)    | Charles Mehling |
| 2008 | "Love Don't Live Here" (2. verzió)    | Chris Hicky     |
| 2008 | "Lookin' for a Good Time" (1. verzió) | Adam Boatman    |
| 2008 | "Lookin' for a Good Time" (2. verzió) | Chris Hicky     |
| 2009 | "I Run to You"                        | Adam Boatman    |
| 2009 | "Need You Now"                        | David McClister |
| 2010 | "American Honey"                      | Trey Fanjoy     |

## Fordítás
- Ez a szócikk részben vagy egészben  a   Lady Antebellum című angol Wikipédia-szócikk fordításán alapul.  Az eredeti cikk szerkesztőit annak laptörténete sorolja fel. Ez a jelzés csupán a megfogalmazás eredetét és a szerzői jogokat jelzi, nem szolgál a cikkben szereplő információk forrásmegjelöléseként.